# Hotel Olšanka
Hotel Olšanka (Congress and Wellness Hotel Olšanka Superior) je hotel a kongresové centrum v pražském Žižkově. Majitelem hotelu je Martin Gerstman.[zdroj?]

## Historie
V okolí dnešního hotelu Olšanka začala na konci 70. let 20. století plánovaná asanace Žižkova. Stavba hotelu začala v roce 1986 na místě původních historických domů na východ od ulice Lupáčkova. Panelové domy jako připomínka normalizačních demolic dnes stojí u Komenského náměstí a v okolí hotelu. Samotná stavba skončila až po revoluci a to v roce 1991. Architekty hotelu jsou Zdeněk Jakubec a Jiří Kubišta, autorem interiérů ubytovací a společenské části je architekt Miloš Zika.

### Rekonstrukce
Rekonstrukce probíhaly v roce 2013 a v roce 2017. Hlavním důvodem první rekonstrukce bylo primárně odstranění rozdílu mezi exteriérem a interiérem hotelu. Práce probíhaly podle předlohy architekta Dareka Dupala. Kromě očištění a nátěru betonových součástí se fasádě dostalo i nových zdobných prvků a výrazného osvětlení. V roce 2017 byly zrekonstruovány především interiéry a kongresové centrum.

## Poloha
Hotel leží nedaleko od centra hlavního města Prahy, v jeho okolí se nacházejí známé Olšanské hřbitovy, Žižkovská věž nebo park Parukářka.

## Kongresové centrum
Hotel poskytuje konferenční zázemí, které zahrnuje 14 multifunkčních sálů a místností s kapacitou až pro 1 300 účastníků. Prostory jsou určeny k pořádání konferencí, seminářů, školení i menších obchodních schůzek. Technické vybavení zahrnuje audiovizuální techniku, ozvučení, projektory a Wi-Fi připojení. Sportovní centrum nabízí 10 sportovišť pro různé aktivity.